# Округ Калхун (Мичиген)
Округ Калхун (енгл. Calhoun County) је округ у америчкој савезној држави Мичиген.

## Демографија
По попису из 2010. године број становника је 136.146, што је 1.839 (-1,3%) становника мање него 2000. године.
| Група             | 2000.           | 2010.           |
| Белци             | 113.723 (82,4%) | 108.664 (79,8%) |
| Афроамериканци    | 15.033 (10,9%)  | 14.872 (10,9%)  |
| Азијати           | 1.530 (1,1%)    | 2.179 (1,6%)    |
| Хиспаноамериканци | 4.351 (3,2%)    | 6.177 (4,5%)    |
| Укупно            | 137.985         | 136.146         |